# Ann Blyth
Ann Marie Blyth, född 16 augusti 1928 i Mount Kisco, New York, är en amerikansk skådespelare och sångerska. Blyth medverkade ofta i Hollywoodmusikaler, men var även framgångsrik i dramatiska roller. För sin insats som Veda Pierce i filmen Mildred Pierce – en amerikansk kvinna (1945), blev Blyth nominerad till en Oscar för bästa kvinnliga biroll. Bland hennes övriga filmer märks Caruso, storsångaren (1951), Studentprinsen (1954) och Nattklubbsdrottningen (1957).
Som 13-åring framträdde Ann Blyth på Broadway och fick filmkontrakt i Hollywood 15 år gammal. Hon nominerades till en Oscar för sin roll som Joan Crawfords avskyvärda dotter i filmen Mildred Pierce – en amerikansk kvinna 1945. Hon medverkade i såväl drama som äventyrs- och musikalfilmer. Blyth drog sig tillbaka från filmen 1957 men framträdde sporadiskt i ett antal tv-serier till och med 1985.
Blyth var från 1953 fram till hans död 2007 gift med läkaren James McNulty, med vilken hon har fem barn.

## Filmografi i urval
- 1945 – Mildred Pierce - en amerikansk kvinna
- 1946 – Hårda bud
- 1947 – Med våldets rätt
- 1947 – Killer McCoy
- 1948 – En kvinnas hämnd
- 1948 – Vedergällning
- 1948 – En flicka på kroken
- 1949 – De vilda hästarnas dal
- 1949 – Once More, My Darling
- 1950 – Du är vår egen
- 1951 – Caruso, storsångaren
- 1951 – Den gyllene horden
- 1951 – I galgens skugga
- 1951 – Jag glömmer dej aldrig
- 1952 – En minut före noll
- 1952 – Stormfågel
- 1952 – Sally and Saint Anne
- 1953 – Farornas hav
- 1954 – Studentprinsen
- 1954 – Rose-Marie
- 1955 – Under Bagdads måne
- 1955 – Kungens Tjuv
- 1957 – Skandal på första sidan
- 1957 – The Buster Keaton Story
- 1957 – Nattklubbsdrottningen
- 1964 – Twilight Zone (TV-serie)
- 1964–1965 – Burke's Law (TV-serie)
- 1985 – Mord och inga visor (TV-serie)